# NASA X-43
X-43 je Nasino eksperimentalno brezpilotno letalo namenjeno raziskovanju hipersoničnega leta. Največja hitrost je okrog 7.000 mph (11.000 km/h).X-43 se izstreli iz matičnega letala, tipično iz B-52, potem se vžge raketni motor, ki ga pospeši do delovne hitrosti in nazadnje se vžge še scramjet, ki ga pospeši do največje hitrosti. Masa letala je okrog 1300 kilogramov.
16. novembra 2004 je X-43 dosegel hitrost 10 617 km/h (Mach 9.65) na višini 110 000 ft (33,5 km).